# كيم شرير
كيمبرلي ميرل شيرير (بالإنجليزية: Kim Schrier)‏ (23 أغسطس 1968) هي سياسيو أمريكي وطبيبة سابقة، وهي عضوة في الحزب الديمقراطي.

## حياتها
وُلدت كيم ونشأت في لوس أنجلوس، كاليفورنيا في عام 1968. وحصلت على البكالوريوس من جامعة كاليفورنيا، بيركلي، وتخرجت من جمعية فاي بيتا كابا بدرجة في الفيزياء الفلكية. التحقت بكلية الطب بجامعة كاليفورنيا ديفيس، وحصلت على درجة الدكتوراه في الطب. بدأت مهنتها كطبيبة أطفال في أشلاند بولاية أوريغون، حيث عملت لمدة عام قبل أن تنضم إلى مركز فيرجينيا ماسون الطبي في إساكوه بواشنطن في عام 2001. وأثناء عملها في مركز فيرجينيا أصبحت ناشطة سياسية، لا سيما في قضايا الرعاية الصحية.